# راسيل لويد
راسيل لويد (بالإنجليزية: Russell Lloyd)‏ (و. 1916 – 2008 م) هو مونتير من المملكة المتحدة، وويلز، ولد في سوانزي، توفي عن عمر يناهز 92 عاماً.

## وصلات خارجية
- راسيل لويد على موقع IMDb (الإنجليزية)
- راسيل لويد على موقع ألو سيني (الفرنسية)
- راسيل لويد على موقع أول موفي (الإنجليزية)
- راسيل لويد على موقع قاعدة بيانات الأفلام السويدية (السويدية)
- راسيل لويد على موقع قاعدة بيانات الفيلم (الإنجليزية)
- راسيل لويد على موقع كينوبويسك (الروسية)